# Borsig (Unternehmen)

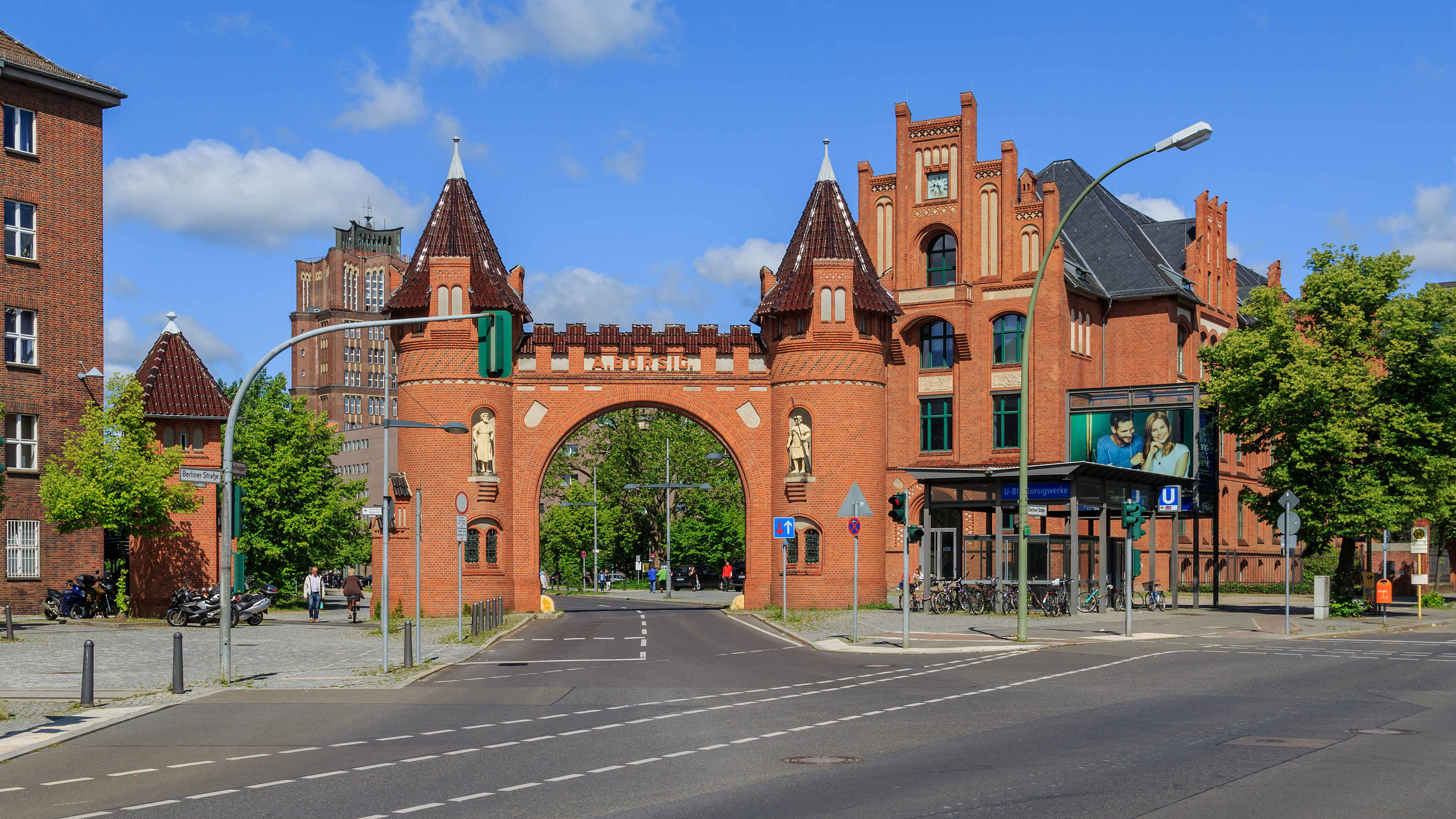
Das denkmalgeschützte Borsigtor in Berlin-Tegel wurde nach Plänen der Architekten Konrad Reimer und Friedrich Körte 1898 fertiggestellt

Borsig ist ein deutsches Maschinenbau-Unternehmen mit Sitz in Berlin. Das Unternehmen stellte vor allem Dampflokomotiven her und war während der Ära der Dampflokomotiven in Europa der größte und weltweit der zweitgrößte Lokomotivenlieferant.

## Gründung und erster Lokomotivbau

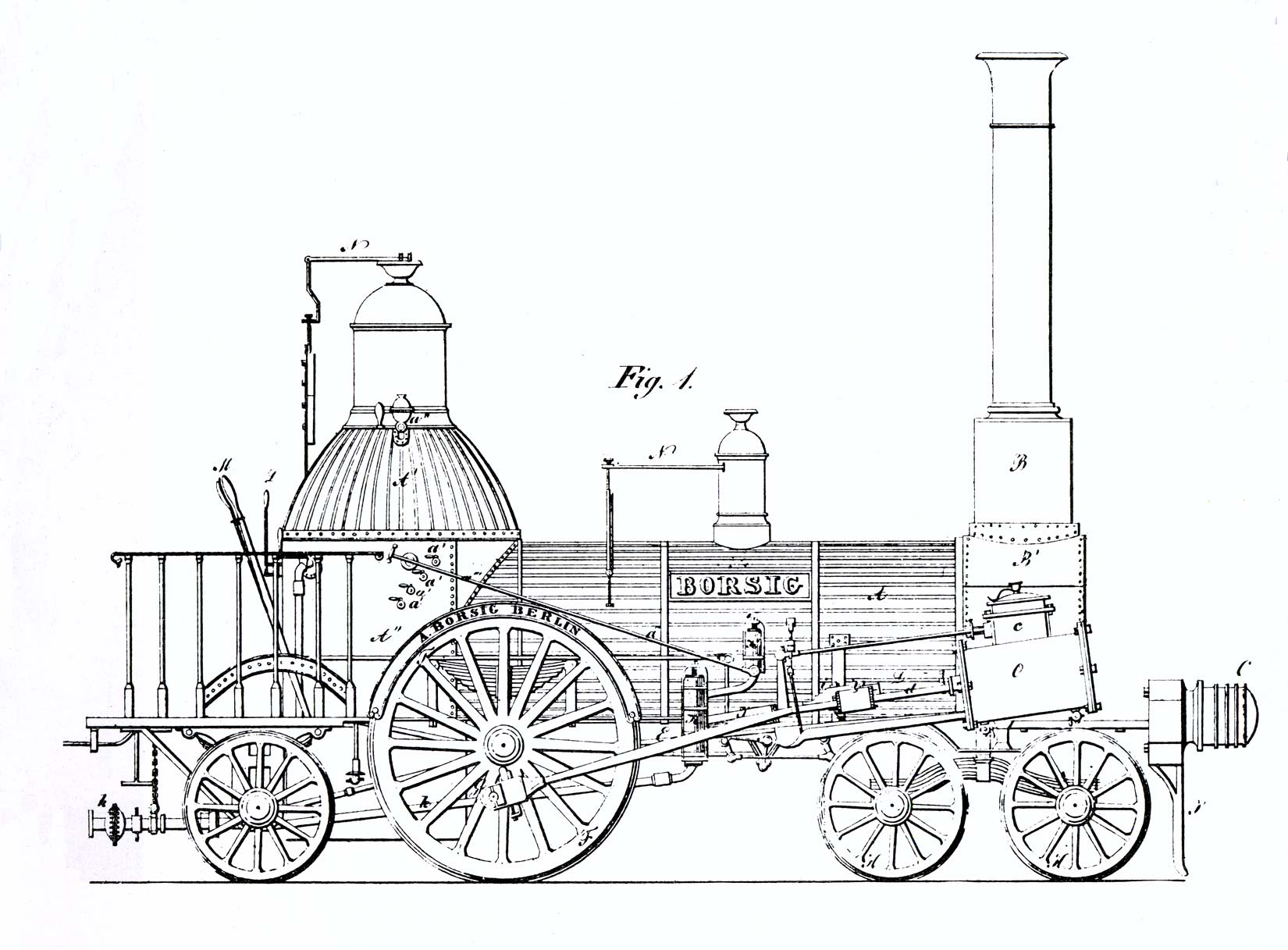
Zeichnung der ersten Dampflokomotive von Borsig, 1840

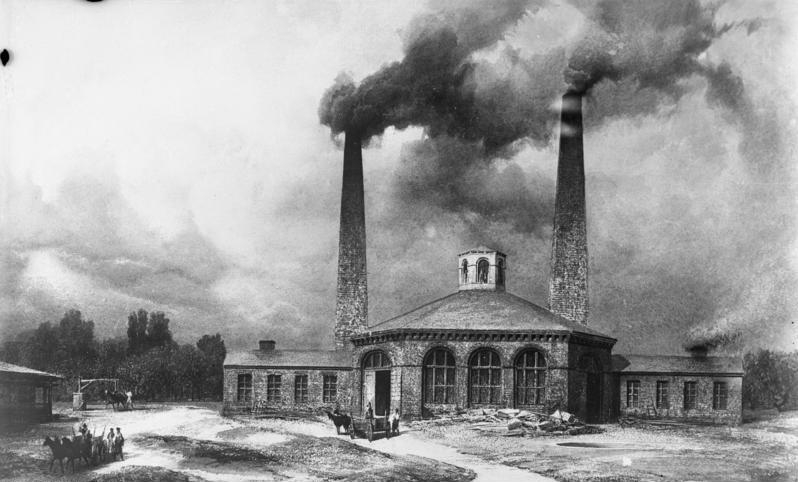
Karl Eduard Biermann: Die Gießerei und die Werkstätten von Borsig am Oranienburger Tor, 1847. Das Gemälde stellt die Fabrik im Jahr 1837 dar.

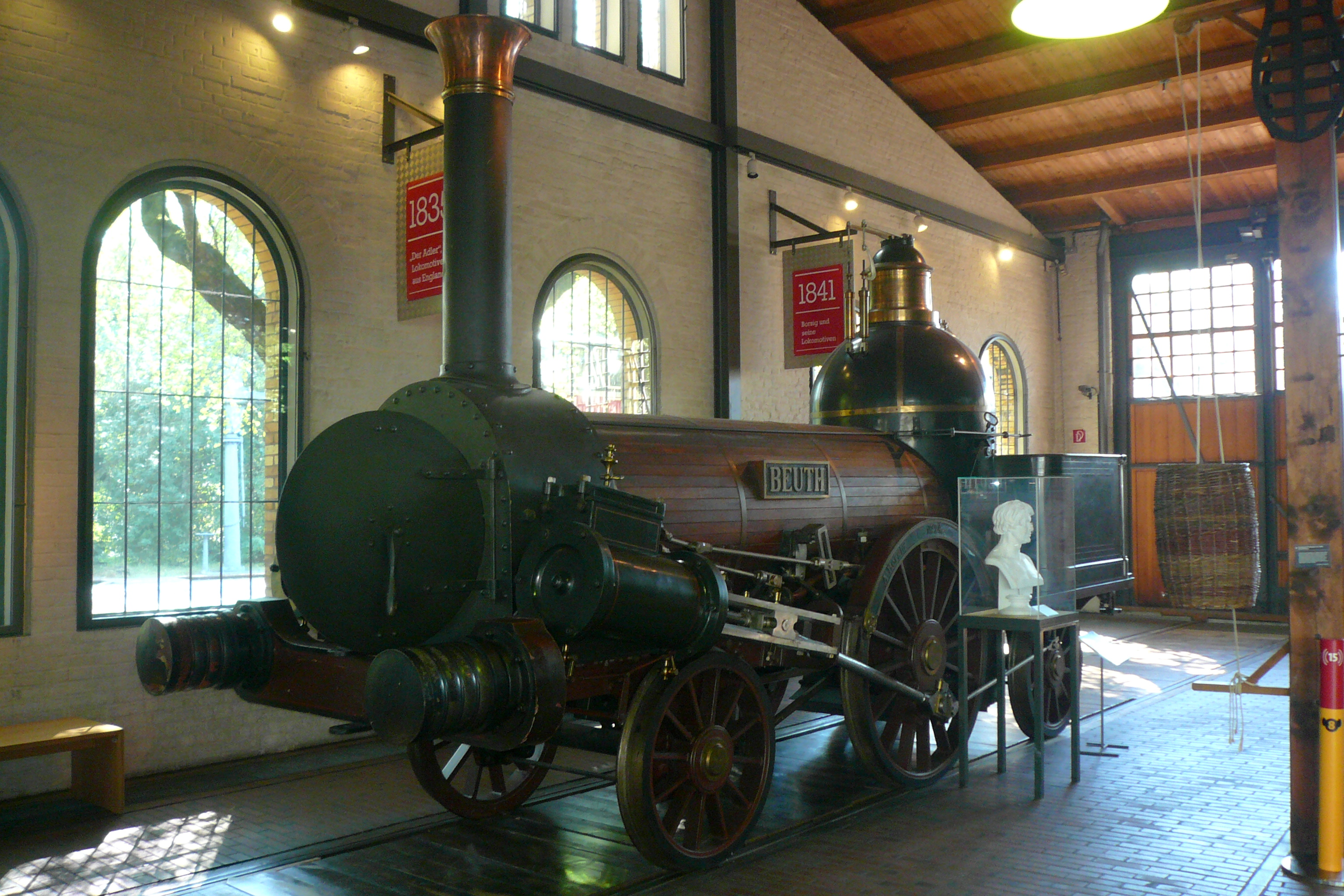
Nachbau von 1912 der Beuth (Fabriknummer 24) im Deutschen Technikmuseum Berlin

August Borsig gründete nach seiner langjährigen Arbeit in der Eisengießerei von Franz Anton Egells am 22. Juli 1837 – dem Tag des ersten erfolgreichen Gusses – eine eigene Gießerei und Maschinenbau-Anstalt im Berliner Feuerland vor dem Oranienburger Tor, Chaussee- Ecke Torstraße. Als Werkmeister holte er 1837 Johann Friedrich Ludwig Wöhlert, mit dem Borsig seit ihrer gemeinsamen Tätigkeit für Franz Anton Egells Neue Berliner Eisengießerei befreundet war. Wöhlert blieb bis 1841 und gründete darauf in unmittelbarer Nachbarschaft sein eigenes Unternehmen, die F. Wöhlert’sche Maschinenbau-Anstalt und Eisengiesserei. In der Anfangszeit baute Borsig Dampfmaschinen für den eigenen Bedarf und andere Unternehmen, daneben Kunst- und Baugussteile. Für die Berlin-Potsdamer Eisenbahngesellschaft wurden 1839 erstmals Reparaturen an Dampflokomotiven ausgeführt.
Die erste eigene Lokomotive mit dem Namen „Borsig“ und der Fabriknummer 1 baute das Werk 1840. Die Maschine hatte die Achsfolgebauart 2'A1, einen Innenrahmen und schrägliegende Außenzylinder. Am Bau war auch Wöhlert beteiligt, dieser behauptete später, deren eigentlicher Urheber gewesen zu sein, was Borsig bestritt.
Borsig ließ die Lokomotive am 21. Juli zu einer Wettfahrt von Berlin nach Jüterbog (63 km) auf der Anhalter Bahn gegen eine von George Stephenson gebaute Lokomotive antreten. Die „Borsig“ gewann das Rennen mit zehn Minuten Vorsprung. Damit zeigte sich, dass es den Deutschen trotz fehlender Erfahrung möglich war, Lokomotiven zu bauen, die mindestens so gut waren wie die britischen Fabrikate. Somit war es nicht mehr nötig, Lokomotiven samt Technikern zu importieren. Weitere sechs Lokomotiven dieses Typs gingen 1842 an die Berlin-Stettiner Eisenbahn und die Oberschlesische Eisenbahn. Bis 1843 bestellten preußische Bahnen 18 Dampflokomotiven, und auf der Allgemeinen Deutschen Gewerbe-Ausstellung 1844 stellte Borsig seine 26. Lokomotive aus.

## Ausbau der Fertigung

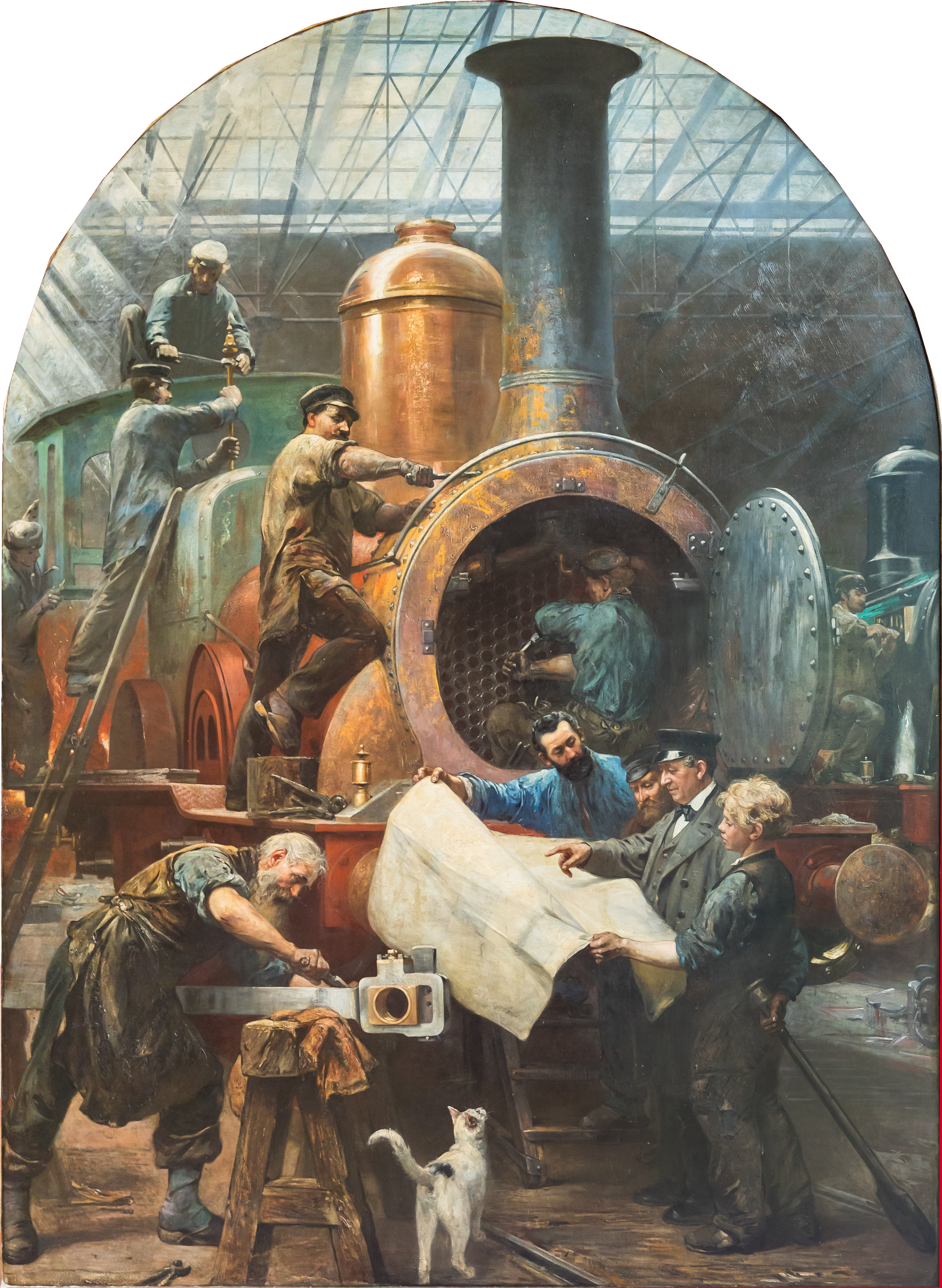
Lokomotivbau bei Borsig, aus dem Zyklus Lebensgeschichte einer Lokomotive von Paul Friedrich Meyerheim

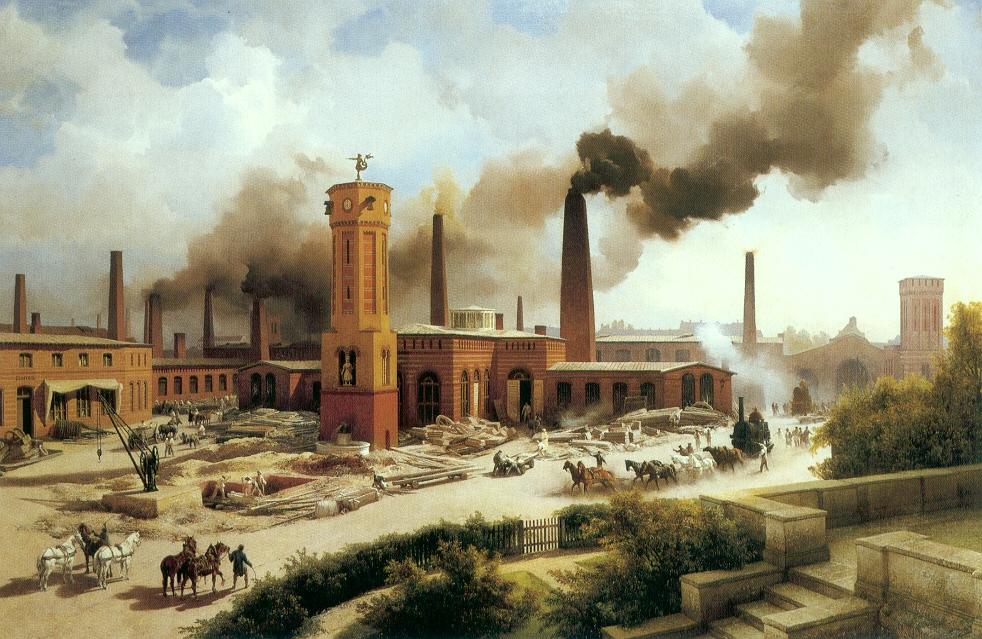
Karl Eduard Biermann: Die Borsigsche Maschinenbau-Anstalt, 1847

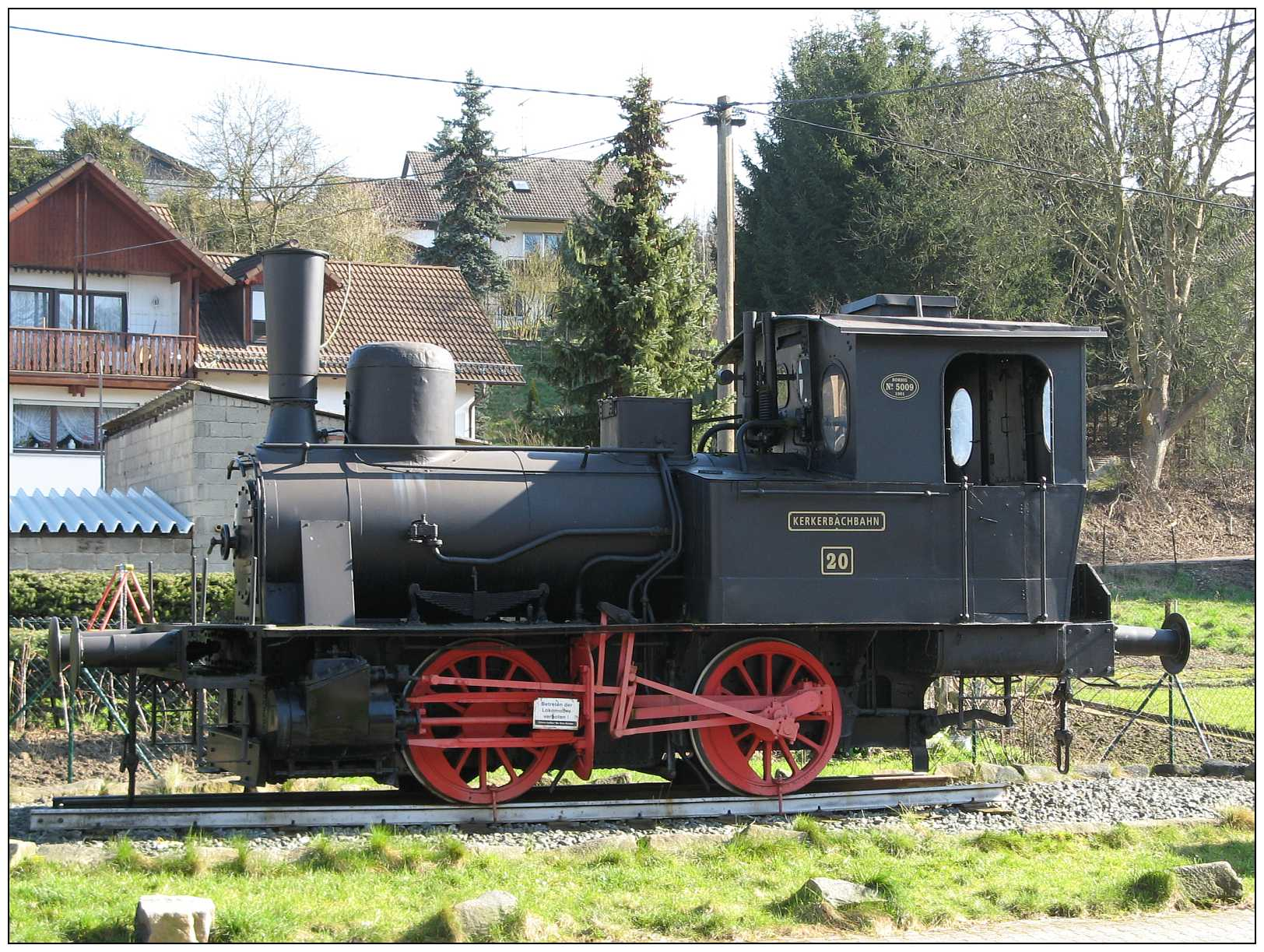
Lokomotive Borsig Nr. 5009, Baujahr 1901

Die Fabriknummer 14 des Unternehmens war die erste Lokomotive einer vergrößerten und verbesserten Bauart, von der in den Jahren 1843–1847 insgesamt 71 Stück gebaut wurden. Als Neuerung wies sie die von Borsig patentierte Schwingensteuerung mit veränderlicher Füllung auf. In dieser Bauform verließ 1846 auch die hundertste Lokomotive das Werk.
Im Jahr 1845 baute Borsig die erste Dampflokomotive mit gekuppelten Achsen, ab 1851 auch als Tenderlokomotive. Im gleichen Jahr erhielt das Unternehmen Auslandsaufträge von der Warschau-Wiener Eisenbahn und der Seeländischen Eisenbahn. Von 1845 bis 1847 wurden insgesamt 170 Lokomotiven gebaut.
Zur selben Zeit arbeitete Borsig an der Fontänenanlage in Sanssouci, für die er die Dampfpumpenanlage lieferte, an der Kuppel der Potsdamer Nikolaikirche und an der Kuppel des Königlichen Schlosses. Seine Firma vergrößerte sich in dieser Zeit massiv, weil in Deutschland zahlreiche neue Bahnstrecken gebaut wurden.
Zur Erweiterung der Fabrikanlagen an der Chausseestraße errichtete Borsig zwischen 1847 und 1849 auf einem Gelände zwischen der Elberfelder und der Stromstraße in Moabit ein Walzwerk und eine Kesselschmiede.
Borsig erwarb 1850 auch noch die Eisengießerei und Maschinenbauanstalt der Preußischen Seehandlungs-Societät in der Kirchstraße 6. Das Werksgelände reichte östlich der Kirchstraße von der Ecke Alt-Moabit bis zur Moabiter Brücke. Die drei Berliner Betriebe beschäftigten bereits 1800 Mitarbeiter und galten als Großunternehmen. Die Wirtschaftskrise von 1848 bis 1852 tangierte Borsig kaum.

## Aufstieg zum weltweit zweitgrößten Lokomotivlieferanten

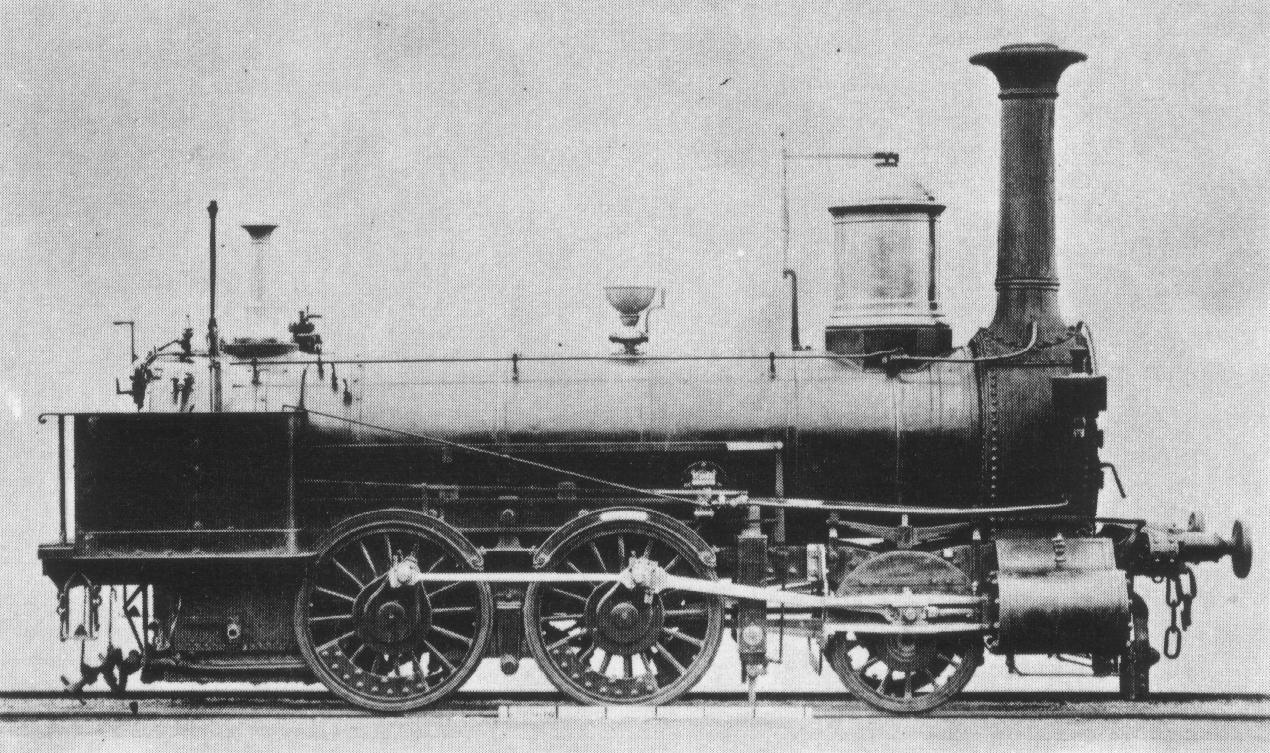
Lokomotive der KFNB von den Borsigwerken, Baujahr 1857

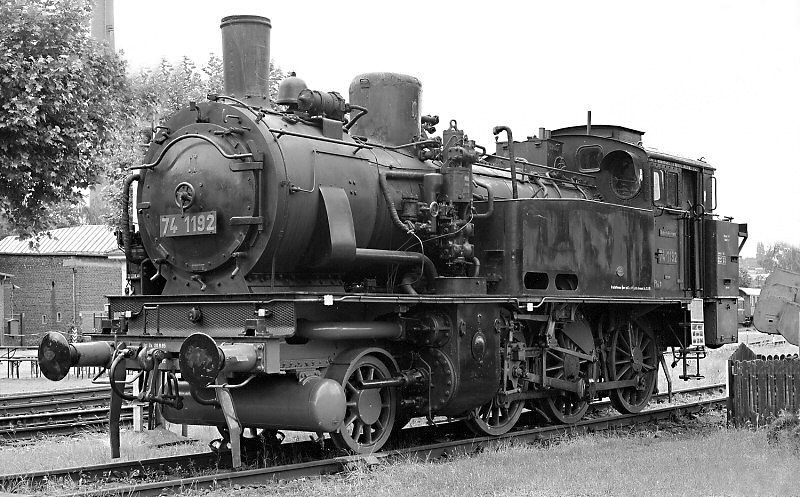
Preußische T 12 von Borsig, Baujahr 1921

Die 500. Dampflokomotive wurde 1854 ausgeliefert, anlässlich der zugehörigen Feier wurde Borsig zum Geheimen Kommerzienrat ernannt. Kurz danach starb er überraschend, wenige Tage nach seinem 50. Geburtstag, an einem Schlaganfall. Sein Sohn Albert übernahm die Geschäfte. 1854 gründete er die direkt an der Strecke der Köln-Mindener Eisenbahn gelegene Maschinenfabrik Deutschland in Dortmund mit.
Liste von Produktionsjubiläen
- Nr. 00001 am 24.07.1840
- Nr. 00100 am 29.08.1846
- Nr. 00500 am 25.03.1854
- Nr. 01000 am 21.08.1858
- Nr. 02000 am 02.03.1867
- Nr. 03000 am 19.04.1873
- Nr. 04000 am 07.12.1883
- Nr. 05000 am 21.06.1902
- Nr. 06000 am 07.11.1906
- Nr. 07000 am 23.06.1909
- Nr. 08000 am 04.11.1911
- Nr. 09000 am 07.11.1914
- Nr. 10000 am 12.10.1918

Anlässlich der Fertigstellung der 1000. Lokomotive vom Typ Borussia fand am 21. August 1858 wiederum ein großes Fest mit vielen prominenten Gästen statt, darunter auch Alexander von Humboldt. Zu dieser Zeit hatte das Unternehmen schon 2800 Arbeiter. Auch in der Folgezeit expandierte das Unternehmen weiter. 1862 wurde ein Teil der Produktion nach Schlesien, und zwar nach Nieder- (z. B. Breslau/Wrocław) und Oberschlesien (z. B. Biskupitz/Biskupice, heute Stadtteil von Hindenburg/Zabrze), verlegt, und 1872 war das Unternehmen Borsig in Europa der größte und nach den Baldwin Locomotive Works in den USA weltweit der zweitgrößte Lokomotivenlieferant.
Borsig richtete für seine Arbeiter eine Krankenkasse, eine Sterbekasse und eine Sparkasse ein. Es gab einen Unterrichtsraum, einen Speiseraum und ein Schwimmbecken.
Ab 1876 wurden auch Dampftriebwagen hergestellt, ab 1880 nach Lizenz Rowan, die gemeinsam mit der französischen Société Franco-Belge de Matériel de Chemins de Fer erworben wurde. Bis 1891 entstanden bei beiden Unternehmen etwa 85 drei- und vierachsige Rowan-Straßen- und Nebenbahnen. Der erste dieser Triebwagen war ein Doppelstöcker mit vier Achsen für 98 Passagiere, davon acht in der ersten, 30 in der zweiten und 60 in der dritten Klasse im offenen Oberstock.
Im April 1878 starb Albert Borsig im Alter von 49 Jahren an Herzversagen. Damit endete das wohl erfolgreichste Kapitel Borsigscher Tätigkeit. Das Unternehmen wurde danach von einem Kuratorium anstelle von Alberts noch minderjährigen Söhnen (Ernst, Arnold und Conrad) geleitet, die erst 1894 die Firmenleitung übernehmen konnten.
Im Jahr 1898 wurde ein neues Werk in Tegel eingeweiht, das sowohl zu Wasser als auch per Schiene zu erreichen war, in diesem wurden neben stationären Dampfmaschinen und Lokomotiven auch Kältemaschinen, Schiffsdampfmaschinen und Dampfpflüge gefertigt. Um seine Dampfmaschinen zu verbessern, arbeitete Borsig auch mit anderen Unternehmen wie beispielsweise Adolf Wagener aus Küstrin zusammen. 1899 wurde das Hauptkontor Borsighaus in der Chausseestraße in Berlin-Mitte fertiggestellt. Ab 1900 lieferte Borsig auch in großem Umfang schmalspurige Werkbahnlokomotiven, Druckluft- und Straßenbahnlokomotiven. Im Jahr 1902 wurde die 5000. Lokomotive hergestellt, die Stettin 41, eine Lok der Gattung Preußische S 3.
1908 wurde von Borsig die weltweit erste Kunsteislaufbahn für den Berliner Sportpalast gebaut. 1918 lieferte Borsig die 10.000. Lokomotive aus.
Borsig lieferte mittlerweile Dampflokomotiven in viele Länder der Welt, aber es gelang nicht im Vereinigten Königreich, dem Mutterland der Eisenbahn, Fuß zu fassen. Nur zehn Maschinen wurden 1914 an die South Eastern and Chatham Railway geliefert. Diese Maschinen der SECR-Klasse L waren die einzigen Regelspurdampflokomotiven aus deutscher Fertigung, die jemals in Großbritannien im Einsatz waren.

## 1920–1950

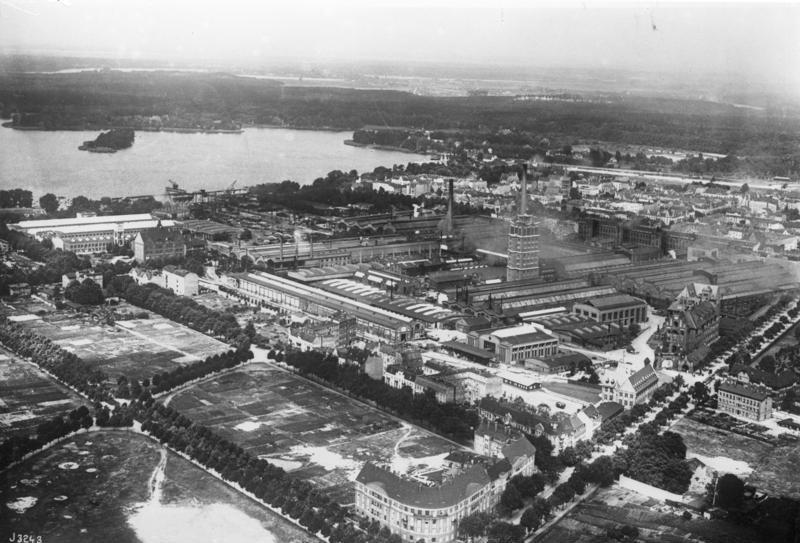
Luftbild der Borsigwerke 1931

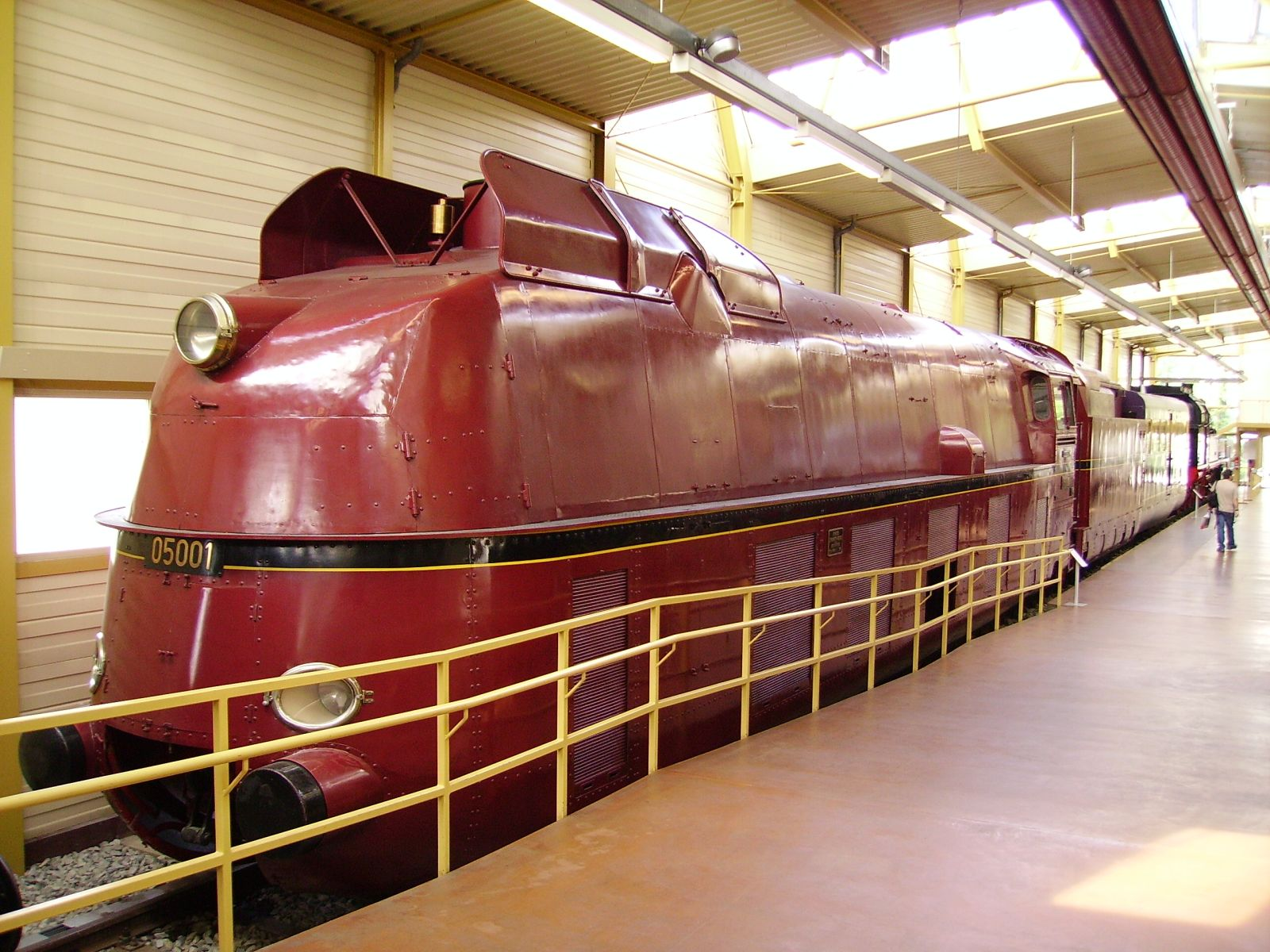
Weltrekord-Lokomotive der Baureihe 05 von Borsig, Baujahr 1935

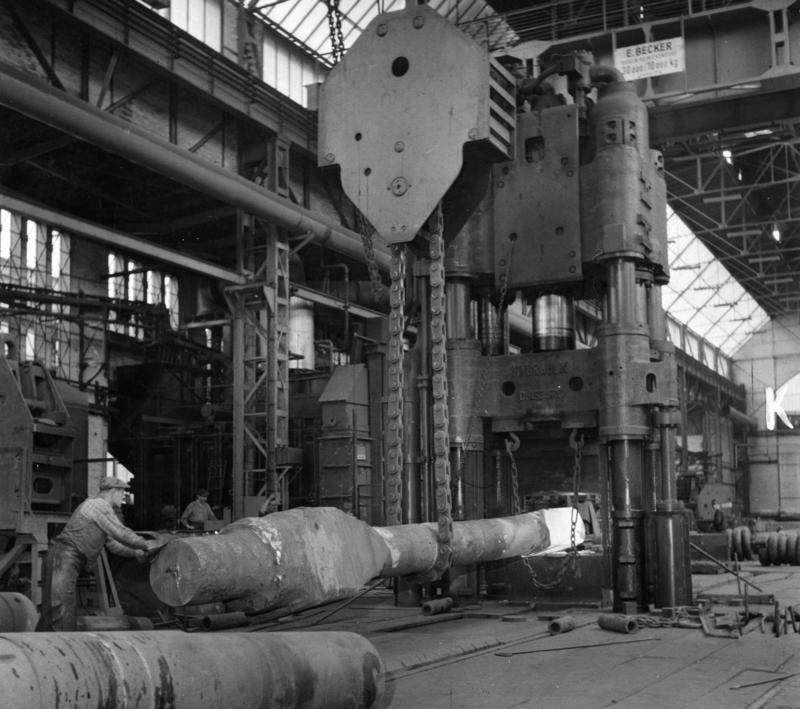
Das Schmieden einer Kolbenstange für einen Groß-Kompressor aus einem 10 t schweren Block unter einer dreizylindrigen reinhydraulischen 2500-t-Schmiedepresse der Borsig AG in Berlin-Tegel, 1954

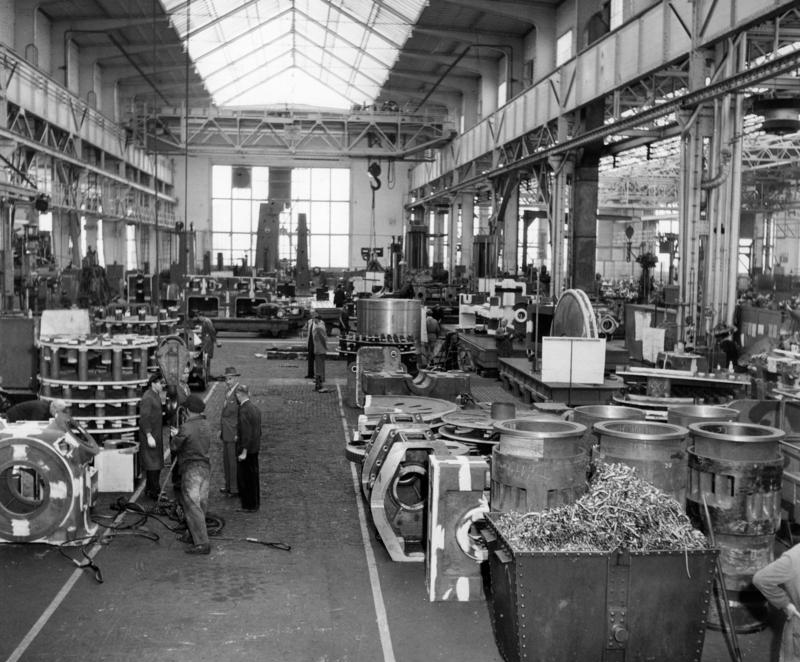
Blick in ein Hallenschiff der 22.240 m² großen Westhalle für schweren und mittleren Maschinenbau der Borsig AG, 1954

Chefkonstrukteur für Lokomotiven war seit 1912 August Meister. Unter seiner Leitung entstanden unter anderem die Preußische P 10 und die HBE Tierklasse. Ab 1922 war Borsig maßgeblich an der Entwicklung der Einheitsdampflokomotiven für die Deutsche Reichsbahn beteiligt. Das Vereinheitlichungsbüro des Verbands deutscher Lokomotivfabriken wurde Meister unterstellt und bei Borsig angesiedelt.
Im Jahr 1926 wurde das Unternehmen in eine GmbH umgewandelt. In der Weltwirtschaftskrise Ende der 1920er Jahre wurden von anderen Lokomotivfabriken die Fertigungsquoten der Deutschen Reichsbahn übernommen. Obwohl es weiterhin in großem Umfang Lokomotiven baute, verlor das Unternehmen durch alternative Verkehrsträger Marktanteile. Von 1924 bis 1929 wurden bei Borsig auch Traktoren gebaut.
Während der Weltwirtschaftskrise stand das Unternehmen 1930 kurz vor der Liquidierung, konnte aber 1931 durch eine Fusion mit der AEG davor bewahrt werden. Die AEG hatte bereits ab 1918 Dampflokomotiven in ihrer ehemaligen „Abteilung Flugzeugbau“ in Hennigsdorf gefertigt. Bis 1934 teilten sich die Werke Tegel und Hennigsdorf den Lokomotivbau. Im Januar 1935 wurde der Borsig-Lokomotivbau von Tegel vollständig in das Hennigsdorfer Werk verlagert, das seit 1931 als Borsig Lokomotiv-Werke GmbH Hennigsdorf (BLW) firmierte. Die von Borsig-Direktor Valentin Litz geförderte und unter Leitung von Oberingenieur Adolf Wolff maßgeblich konstruierte Schnellfahrlokomotive 05 001 wurde im März 1935 noch auf dem Tegeler Werksgelände der Öffentlichkeit vorgestellt. Die Aktienmehrheit der BLW ging 1938 an die Reichswerke Hermann Göring.
Die Werkhallen in Tegel wurden von der Düsseldorfer Rheinmetall AG übernommen. 1936 wurde die Firma in Rheinmetall-Borsig AG geändert; die staatliche Holdinggesellschaft VIAG war Eigentümerin einer Mehrheitsbeteiligung.
Ab 1942 war Borsig am Bau der Kriegslokomotiven der DR-Baureihe 52 beteiligt. Für die nach der zweiten Kriegslokomotive der DR-Baureihe 42 geplante dritte Baureihe legte Borsig den Entwurf einer Malletlokomotive mit der ungewöhnlichen Achsfolge (1'C)D vor, der aber nicht realisiert wurde.
Nach Kriegsende lag Hennigsdorf in der Sowjetischen Besatzungszone (SBZ). Auf Befehl der sowjetischen Militäradministration wurden alle großen Industriebetriebe enteignet und zu „Volkseigentum“ erklärt. Alle funktionsfähigen Werkzeug- und Produktionsmaschinen im Werk Hennigsdorf wurden dennoch als Reparationsleistung demontiert und in die Sowjetunion gebracht. Mit mühsam zusammengesuchten Ersatzmaschinen führten die Beschäftigten danach Reparaturen von Dampflokomotiven aus. Nachdem das Werk wieder arbeitsfähig war, entstanden auch wieder Lokomotiven. Es wurde in der DDR als VEB Lokomotivbau Elektrotechnische Werke „Hans Beimler“ Hennigsdorf weitergeführt. Bis einschließlich 1954 entstanden im Hause Borsig etwa 13.000 Lokomotiven.
Die Borsig AG wurde 1950 als Tochtergesellschaft der zum Bundesvermögen Westdeutschlands gehörenden Rheinmetall AG (Düsseldorf) neugegründet und 1956 an die ebenfalls staatliche Salzgitter AG verkauft. 1967 erfolgte die Umwandlung in die Borsig GmbH. Diese wurde 1970 von der Deutsche Babcock AG übernommen und zur Babcock-Borsig AG fusioniert.

## Aktuelle Situation
Im Juli 2002 ging die Muttergesellschaft Babcock Borsig AG in Oberhausen in die Insolvenz. Obwohl selbst profitabel wirtschaftend, musste Borsig infolgedessen ebenso Insolvenz anmelden. Die finanziellen Verpflichtungen konnten jedoch weiter bedient werden, die Geschäftstätigkeit wurde für die nicht zum Babcock-Konzern gehörenden Aktivitäten weitergeführt. Im September 2002 wurde der Geschäftsbetrieb von dem Insolvenzverwalter auf die neue Borsig GmbH übertragen und diese mit einem Eigenkapital von 1,9 Millionen Euro ausgestattet. Die bisherige Borsig GmbH sollte in der Abwicklungsgesellschaft Borsig mbH bis Anfang 2004 abgewickelt worden sein.
Am 28. Mai 2003 wurde Borsig vom Management und dem Finanzinvestor capiton übernommen. Die neue Borsig GmbH beschäftigte 263 Mitarbeiter in Berlin und Gladbeck. Die neuen Eigentümer wollten Borsig weiterentwickeln. Die beiden Geschäftsbereiche Apparatebau und Industrieservice sollten in Berlin und Gladbeck ausgebaut werden und neue Bereiche akquiriert und weiterentwickelt werden.
Im Dezember 2004 kaufte Borsig das Kolbenverdichter- und Gebläsegeschäft des Maschinenbauers ZM Zwickauer Maschinenfabrik. Im September 2006 übernahm Borsig den Hamburger Kesselbauer DIM KWE.
Im März 2008 wurde die Borsig GmbH mit ihren Tochtergesellschaften für 350 Millionen Euro von der KNM Group Berhad aus Malaysia übernommen.
Aktuell (2020) gehören folgende operativ tätigen Unternehmen zur BORSIG Gruppe:
- Borsig GmbH in Berlin-Tegel (Holding)
- Borsig Membrane Technology GmbH in Gladbeck und Rheinfelden
- Borsig Process Heat Exchanger GmbH in Berlin-Tegel und Gladbeck
- Borsig Service GmbH in Berlin-Tegel, Gladbeck und Hamburg
- Borsig ZM Compression GmbH in Meerane und Gladbeck
- Borsig ValveTech GmbH in Gladbeck und Berlin-Tegel

Das Unternehmen ist internationaler Marktführer für Entwicklung und Herstellung von Apparaten zur Kühlung von Gasen im Bereich der chemischen und petrochemischen Industrie. 2008 beschäftigte die Borsig-Gruppe 508 Mitarbeiter und setzte 237,1 Millionen Euro um, davon 60 % im Ausland.
2024 ist Borsig ein weltweit führender Anbieter von Prozesstechnologie. Das aktuelle Produktfolio umfasst: Apparate und Wärmetauscher, Kompressoren, Armaturen, Membrantechnologie, Kraftwerksservice und Energieanlagenbau. Der Fokus des Unternehmens liegt dabei auf der Entwicklung von Lösungen für Prozessgase, Wasserstoff und Carbon Capture.

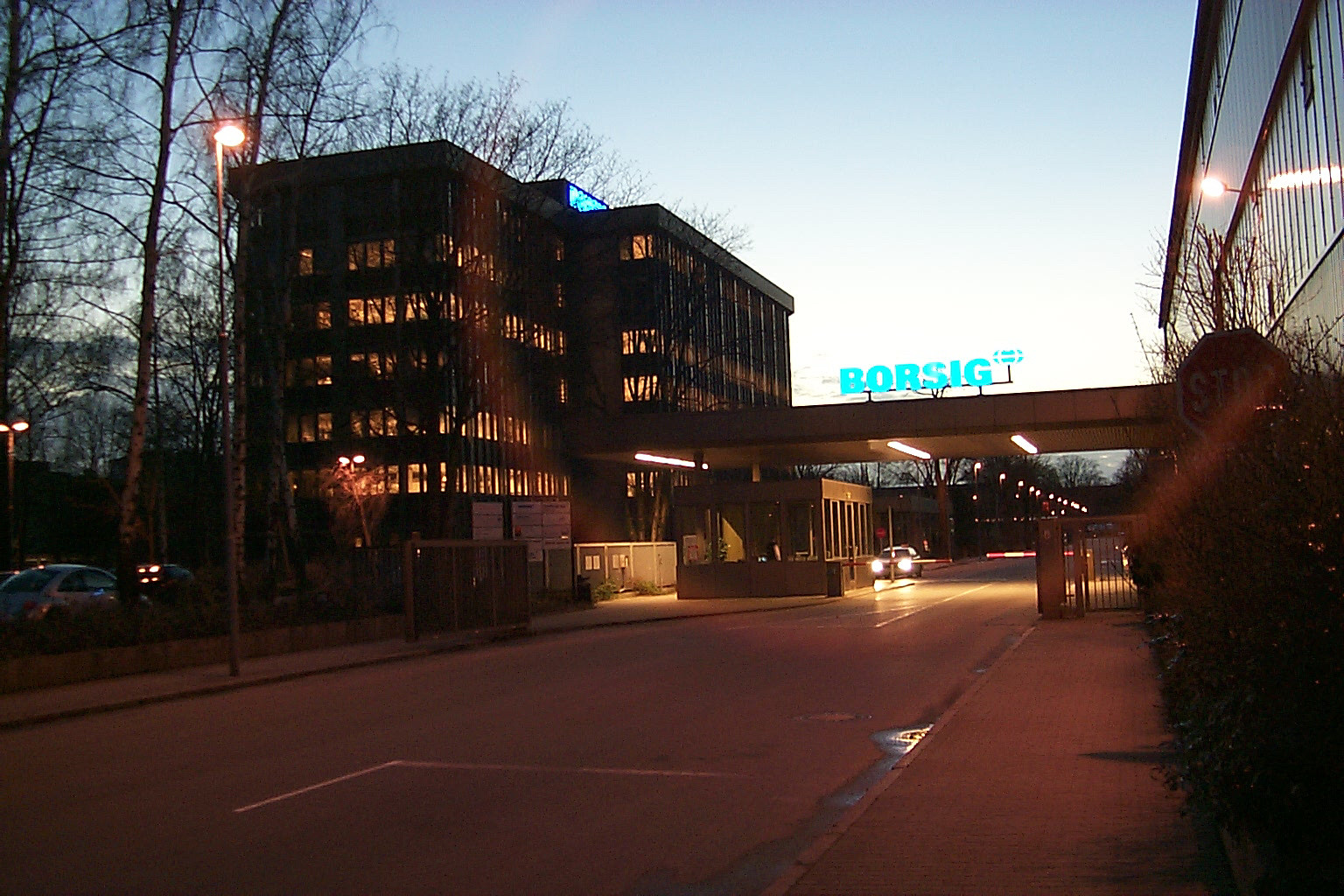
Seit September 1987 befindet sich der neue Zugang zur Borsig GmbH ca. 800 Meter weiter links vom alten Borsigtor (Berliner Straße 27), jetzt in der Egellsstraße 21 in Berlin-Tegel
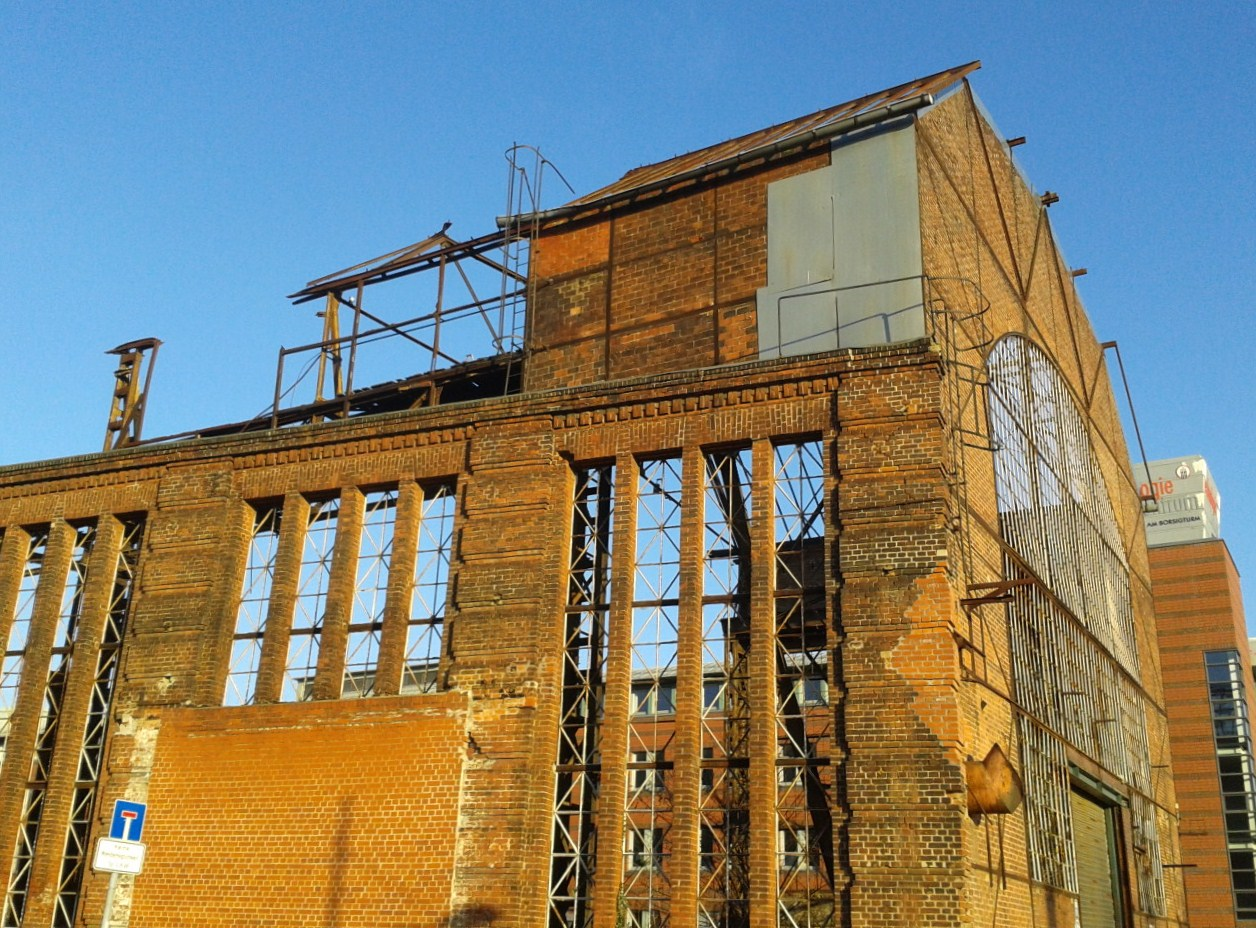
Ruinen der Borsigwerke in Tegel, 2013
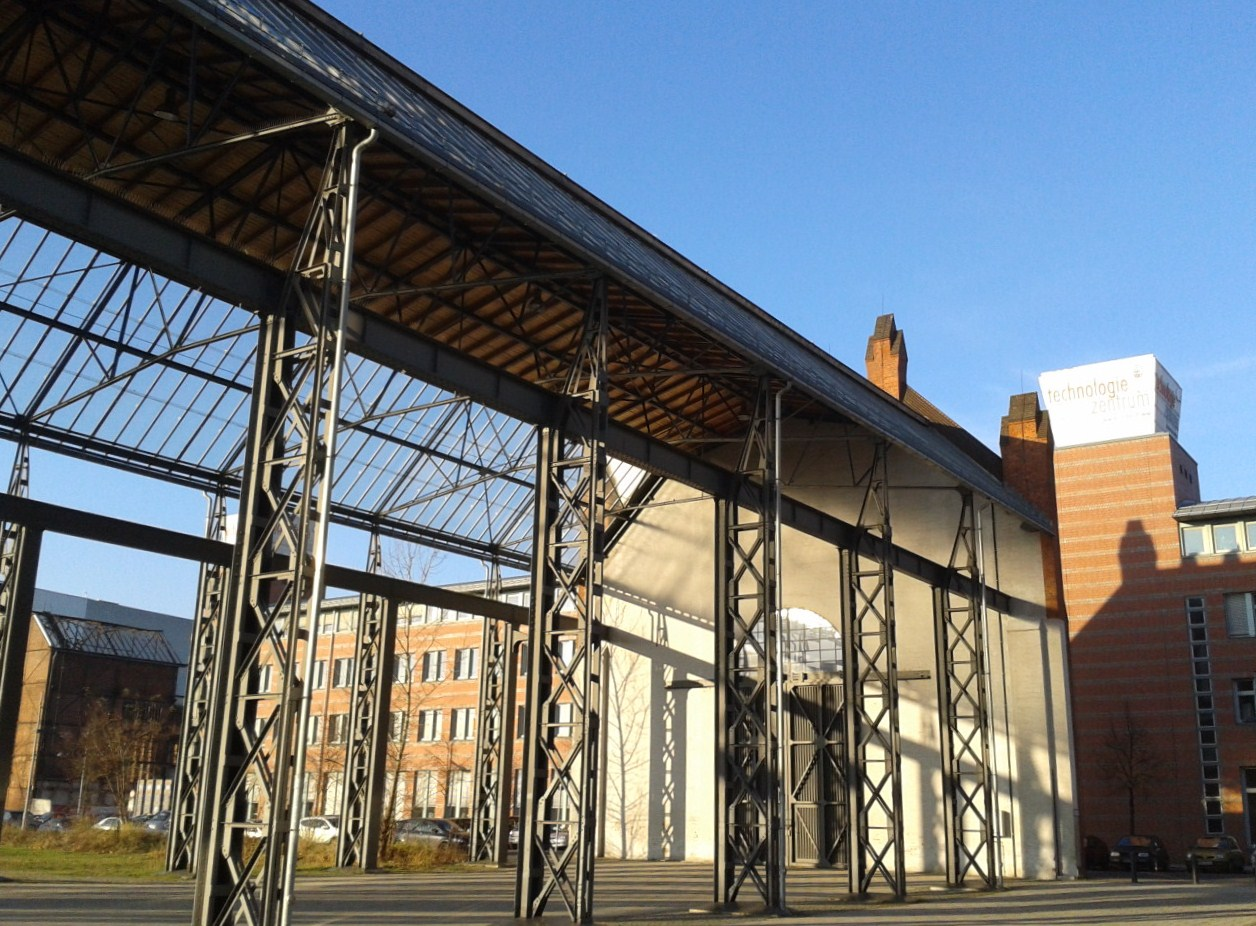
Überreste einer Fertigungshalle in Tegel, 2013
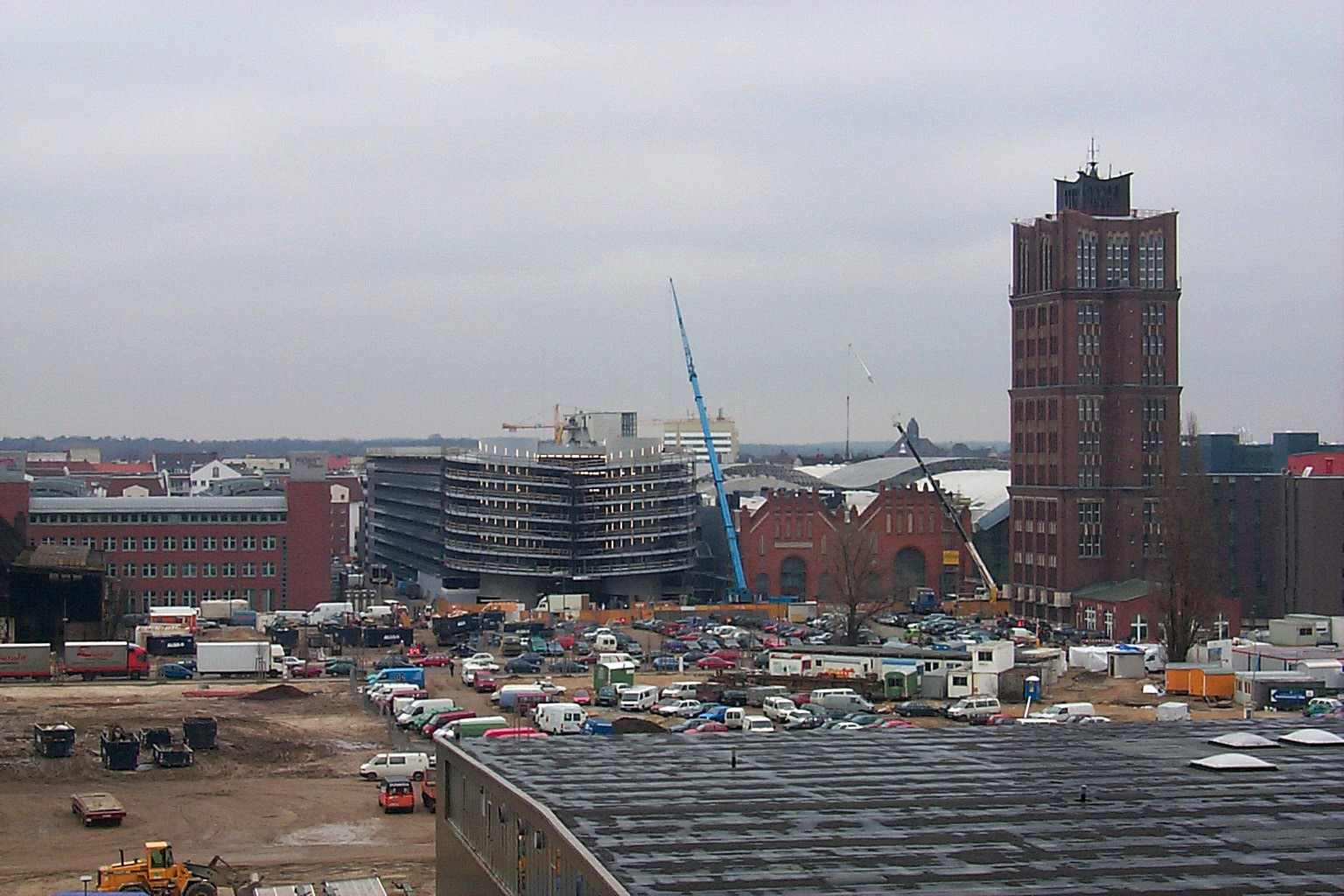
Das größte Areal, rund 2⁄3 des alten Betriebsgeländes der Borsig GmbH, wurde damals vom „Mutterkonzern“, der Deutschen Babcock AG, an den Berliner Senat veräußert, Foto 1999

## Werksanlage Borsig
Nach den Betriebsstätten vor dem Oranienburger Tor und in Moabit begann Borsig im Herbst 1898 mit der Produktion im Werk Tegel bei Berlin. Die Architekten Konrad Reimer und Friedrich Körte schufen dort moderne und großzügige Werksanlagen, deren durch Zinnen betonte Giebelarchitektur in der Tradition des preußischen Industriebaus stand. Das Borsigtor wurde zum neuen Wahrzeichen der Firma Borsig.
Das ehemalige Werksgelände von Borsig in Berlin-Tegel ist noch ein Zeugnis der industriellen Geschichte dieses Gebiets. Das Borsigtor, die historische Kanonenhalle und der Borsigturm sind bedeutende Denkmäler. Sie spielen eine wichtige Rolle in der Geschichte der Firma Borsig und des Bezirks Reinickendorf.

### Borsigtor
Die Werkseinfahrt wurde im Jahr 1898 nach Plänen des Architekten Konrad Reimer errichtet. Das Tor ist ein beeindruckendes Beispiel für die märkische Backstein-Gotik und ähnelt einem prächtigen mittelalterlichen Stadttor. Zwei massive Rundtürme mit spitz zulaufenden Dächern und wehrhaften Zinnen über dem Torbogen sind charakteristische Merkmale dieser Bauweise und verleihen dem Tor sein imposantes Aussehen.
Historisierend sind auch die beiden Bronzefiguren in den Rundbogennischen neben der Toreinfahrt. Ein Schmied und ein Eisengießer in traditioneller Handwerkstracht symbolisieren die Tätigkeitsfelder des modernen Maschinenbaukonzerns. Der Firmenname „A. BORSIG“ steht groß und deutlich auf dem Torbogen über der Werkseinfahrt und verzichtet dabei auf mittelalterliche Symbolik.

Im Laufe der Zeit entwickelte sich das Borsigtor zu einem markanten Erkennungszeichen des Firmensitzes. Heute steht es unter Denkmalschutz und erinnert an Berlins Vergangenheit als Industriezentrum. Wer heute durch das Borsigtor hindurchgeht, trifft nicht mehr auf eine Maschinenfabrik, sondern kann stattdessen andere spannende Entdeckungen machen. Das ehemalige Borsig-Gelände ist ein Beispiel für die innovative Nutzung eines alten Industriegebiets.

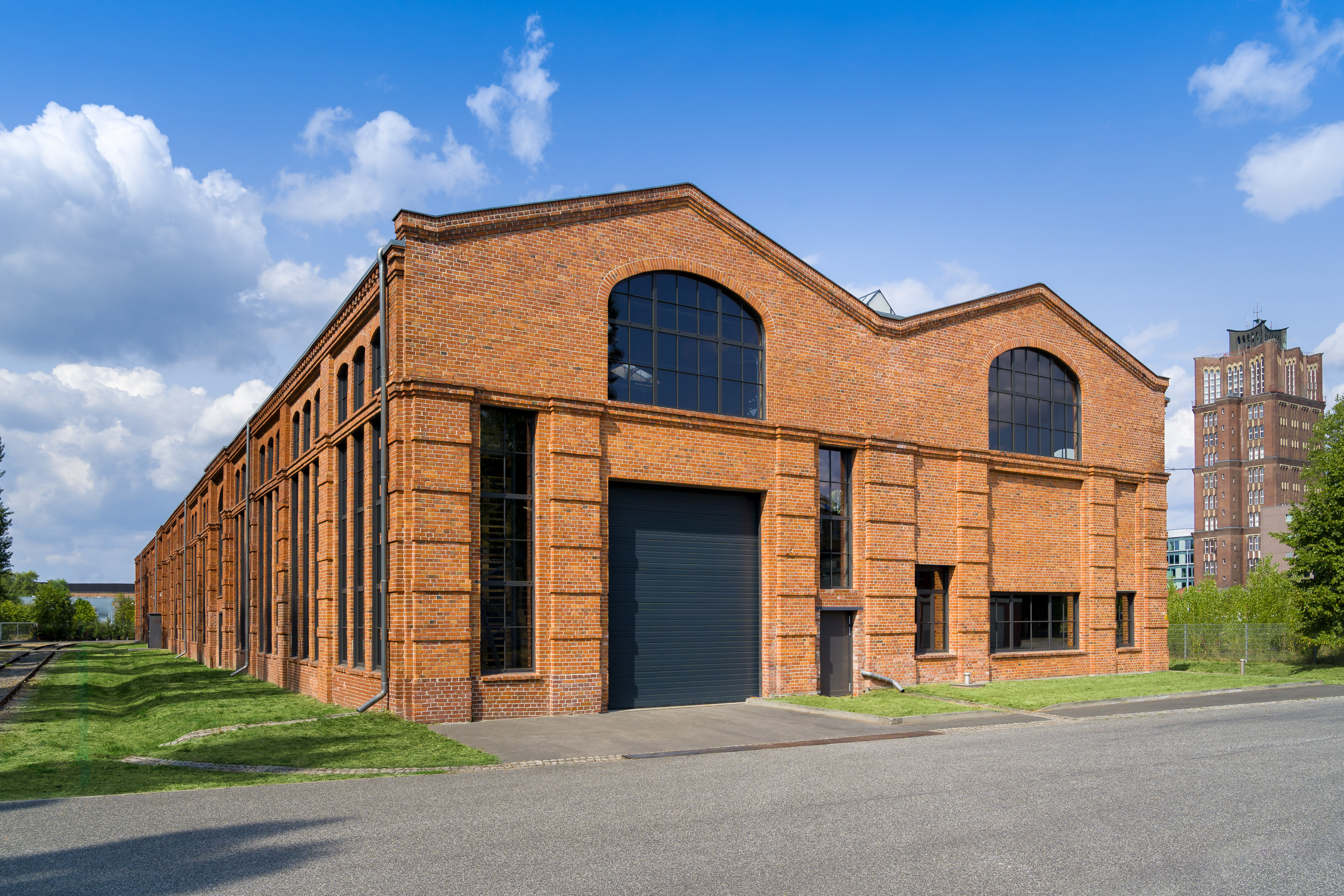
Kanonenhalle Berlin

### Kanonenhalle
Ein bedeutender Bestandteil des historischen Borsig-Geländes in Berlin-Tegel ist die Kanonenhalle. Während des Ersten Weltkriegs wurden die Borsigwerke zur „Heereslieferung“ herangezogen. Im Jahr 1916 wurde die Halle als Erweiterung des Fabrikgeländes errichtet und diente als Produktionsstätte für Geschossmaterial. Im Volksmund erhielt sie daher den Namen „Kanonenhalle“.
Das Gebäude erstreckt sich über eine Länge von 100 Metern und eine Breite von 25 Metern. Die Deckenkonstruktion, gefertigt aus massivem Holz, ist einsehbar. Ein für Industriehallen dieser Zeit typisches Fensterband zieht sich über mehr als die Hälfte der Dachlänge und versorgt die Halle großzügig mit Tageslicht. Die Gebäudehülle ruht auf einem Gerüst aus offenliegenden Stahlpfeilern, die der Halle ihren industriellen Charme verleihen. Über 60 Fenster erstrecken sich an den Seiten vom Boden bis zur Decke und sorgen für einen lichtdurchfluteten Innenraum.
In der Nachkriegszeit wurde das Borsiggelände, das durch die Kriegseinwirkungen des Zweiten Weltkriegs stark zerstört worden war, teilweise wiederaufgebaut. Die Kanonenhalle gehört zu den wenigen Bauten, die größtenteils in ihrer ursprünglichen Form erhalten geblieben sind. In den 1990er Jahren fand eine bedeutsame Revitalisierung im Rahmen der Entwicklung des gesamten Geländes statt.
Im Jahr 2008 erwarb die Engel & Partner Immobilienverwaltungs GbR die Kanonenhalle. Die Investoren hatten das Ziel, die über 100 Jahre alte Halle zu revitalisieren und sie zu einer außergewöhnlichen und repräsentativen Geschäftsadresse mit historischem Charme zu machen. Dieses Projekt, das eine Kombination aus hochwertiger Sanierung und zeitloser, stilvoller Architektur darstellt, wurde im Jahr 2010 unter anderem mit dem Bauherrenpreis und vielen weiteren Auszeichnungen geehrt.
Die Kanonenhalle steht als Teil der Gesamtanlage der Borsig-Werksanlage unter Denkmalschutz. Sie ist ein eindrucksvolles Beispiel für die Ingenieurskunst und Architektur des frühen 20. Jahrhunderts und ein wichtiger Bestandteil des kulturellen Erbes der Berliner Industriegeschichte.

### Borsigturm

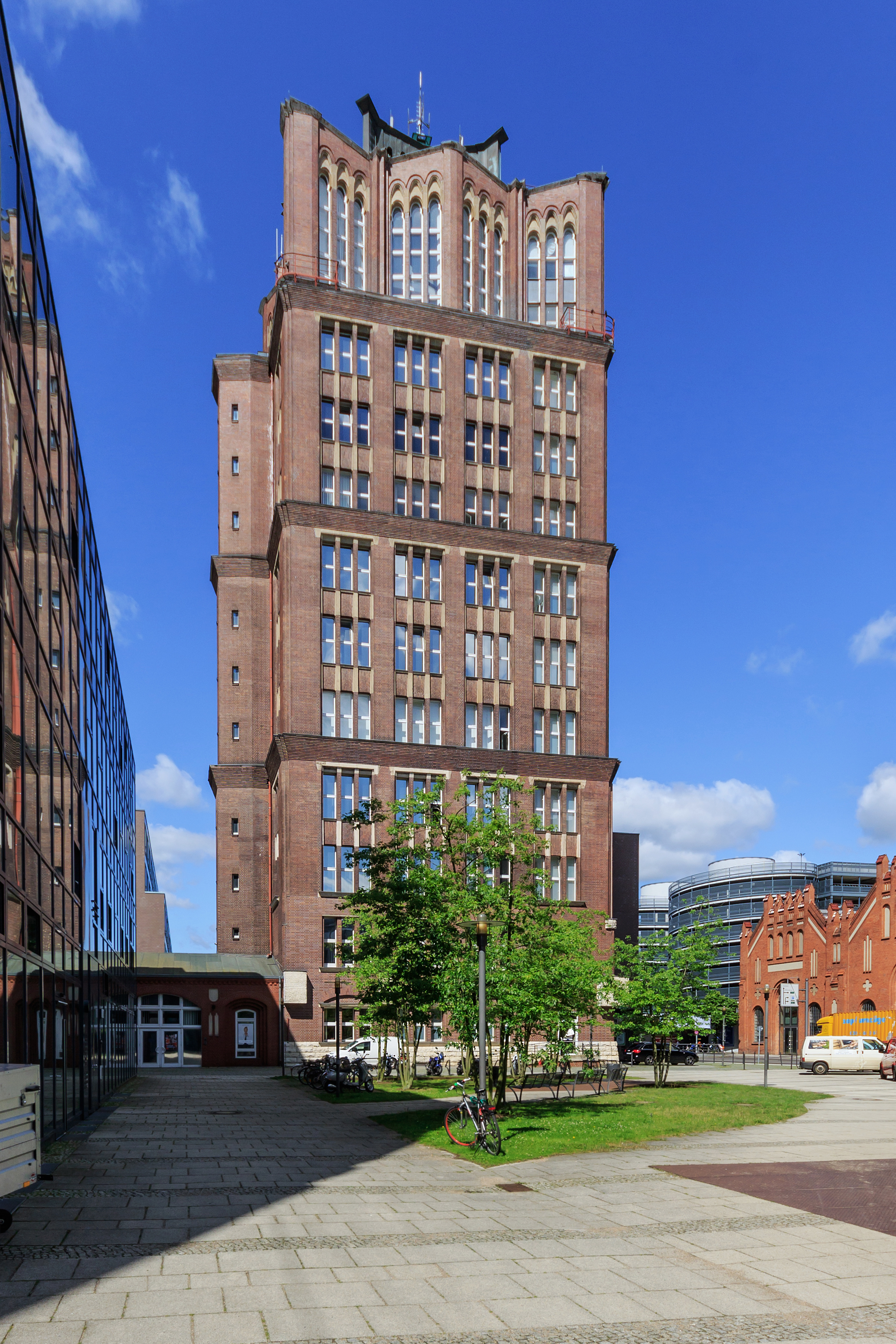
Borsigturm, 2017

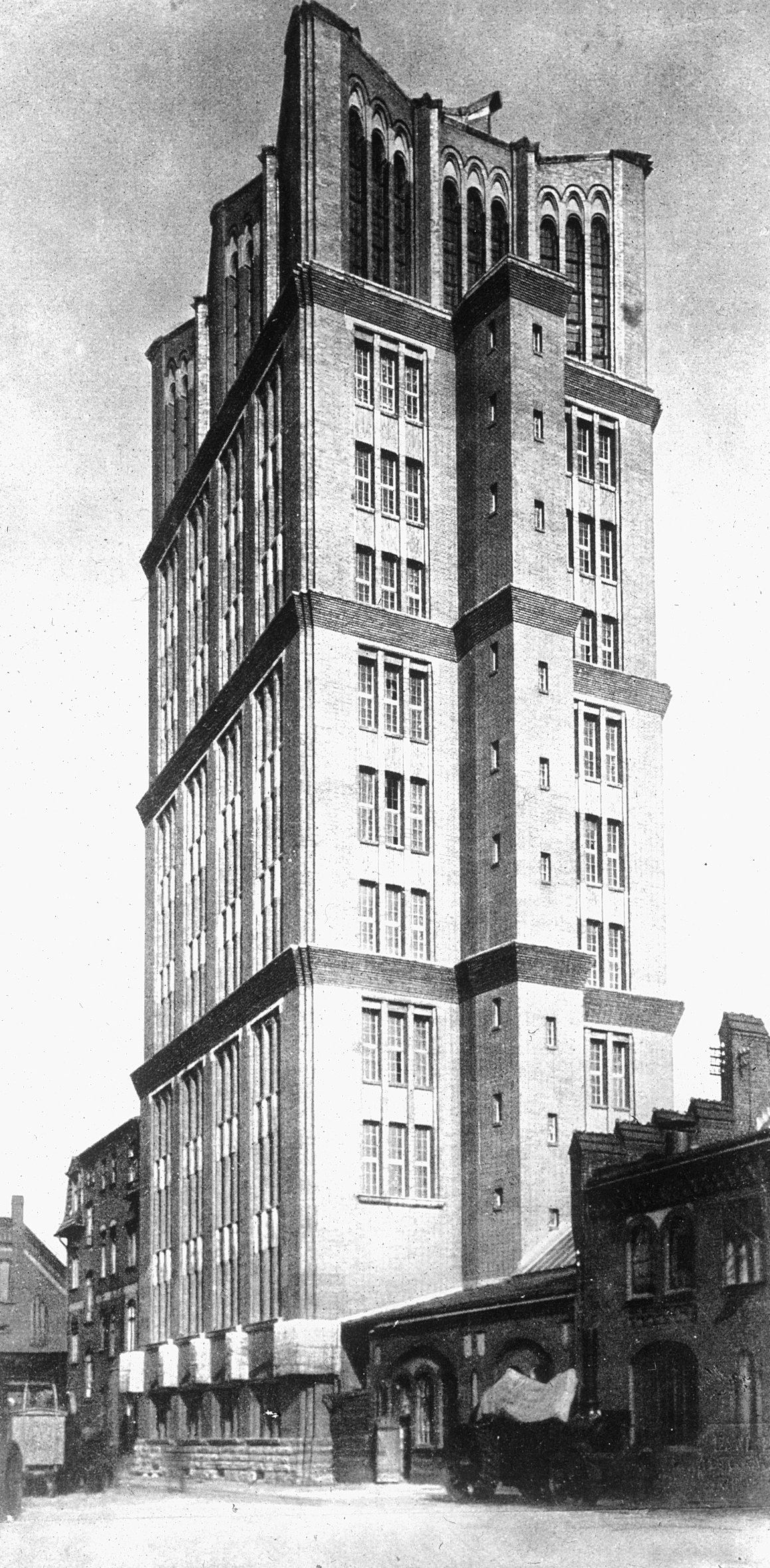
Der 1925 eröffnete Borsigturm, um 1925

Der Borsigturm ist ein Hochhaus auf dem Firmengelände der Borsigwerke in Berlin-Tegel, das – je nach Definition – als erstes Hochhaus Berlins gilt.
Die beengten Platzverhältnisse auf dem Werksgelände sollen den Anstoß zum Turmbau gegeben haben. Errichtet wurde das Gebäude in den Jahren 1922 bis 1924 nach Plänen des Architekten Eugen Schmohl, der wenig später auch das Ullsteinhaus in Tempelhof baute. Der Turm ist 65 Meter hoch und steht auf einer Grundfläche von 20 m × 16 m. Er entstand als Stahlskelettbau, dessen Fassaden aus Backstein gemauert sind. Die Fassade wird durch vortretende Gesimsbänder strukturiert, die jeweils drei Etagen zusammenfassen. Neun der Etagen wurden als Büroräume der Verwaltung genutzt, In der zehnten und elften Etage war ein Wasserbehälter zur Versorgung des Werksgeländes installiert, der Borsigturm diente also anfänglich auch als Wasserturm. Das Gebäude wurde schnell zum Wahrzeichen der Borsigwerke. Der Baustil ist dem Backsteinexpressionismus zuzuordnen.
Im Zweiten Weltkrieg wurde der Borsigturm durch Bomben beschädigt, aber nicht zerstört. Die Büroräume waren ausgebrannt.
In den 1970er und 1990er Jahren wurde der Turm renoviert und weiter als Bürogebäude genutzt. Das Innere war für Besucher bis 2009 nicht zugänglich. Seitdem sind erstmals drei Ebenen des Borsigturms als Veranstaltungsräume öffentlich nutzbar. Die zweigeschossige Lounge in der Turmspitze bietet auf 60 Metern Höhe einen Panoramablick über die Stadt. Der neuentstandene „Meistersaal“ im Erdgeschoss verbindet Industriearchitektur mit moderner technischer Ausstattung. Neben öffentlichen Veranstaltungen können die Räume auch für Privat- und Firmenveranstaltungen angemietet werden.
Der Borsigturm steht als Teil der Gesamtanlage Werksanlage Borsig unter Denkmalschutz.

## Bergmann-Borsig
Das Unternehmen Bergmann-Borsig stellte Kraftwerkskomponenten in der DDR her. Das Bergmann-Werk in Berlin-Wilhelmsruh war kein Bestandteil der Borsig-Gruppe. Es erhielt den Beinamen ‚Borsig‘ nach seiner Wiedererrichtung im Jahr 1949, weil viele Mitarbeiter des demontierten und beschlagnahmten Borsig-Werkes in Berlin-Tegel dabei geholfen hatten.